# Horama serena
Horama serena är en fjärilsart som beskrevs av William Schaus 1924. Horama serena ingår i släktet Horama och familjen björnspinnare. Inga underarter finns listade i Catalogue of Life.